# Zwergradnetzspinne
Die Zwergradnetzspinne oder Zwergkreuzspinne (Theridiosoma gemmosum) ist die einzige in Europa vorkommende Art aus der Familie der Zwergradnetzspinnen (Theridiosomatidae). Sie ist holarktisch verbreitet, wobei die ursprüngliche Verbreitung, vor der Intervention des Menschen, umstritten ist.

## Beschreibung
Es handelt sich um eine kleine Radnetzspinne mit mittellangen Beinen, die Körperlänge der Weibchen erreicht etwa 2,1 bis 2,5, diejenige der Männchen 1,7 bis 2 Millimeter. Wie bei allen Theridiosomatidae ist der in Aufsicht etwas langgestreckt ovale Hinterleib (Opisthosoma) kurz und hoch gewölbt, dadurch wirkt seine Bauchseite stark verkürzt, die Spinnwarzen sitzen dicht benachbart zum Stielchen (Petiolus), bei Ansicht von oben überlappt er weit mit dem Carapax. Dies wirkt so, als säße der Hinterleib in Seitenansicht mittig am Prosoma an. Der Carapax des Prosoma ist grünlich-bräunlich gefärbt, meist mit einigen radialen dunklen Streifen. Wie typisch für die Familie trägt das dunkel gefärbte Sternum zwei kleine Grübchen nahe dem Vorderrand. Der helle Hinterleib trägt unregelmäßige dunkle Flecken, in denen kleine weiße perlmutterartig glänzende Punkte (aus Guanin) eingelagert sind, solche Punkte sind auch den hellen Seiten des Hinterleibs eingestreut. Alternativ ergibt sich durch ausgedehntere helle Flecken eine dunkle Netzzeichnung auf hellem Grund. Die Beine sind bräunlich, die Beinglieder manchmal gefleckt oder jeweils zur Spitze hin (distal) etwas verdunkelt. Von den beiden Augenreihen aus je vier Augen am Vorderrand des Prosoma ist die hintere Reihe nach vorn gebogen, jeweils die vorderen und die hinteren Seitenaugen berühren sich. Die vorderen Mittelaugen sind merklich dunkler gefärbt als die anderen Augenpaare.
Beim Männchen ist der sehr komplexe, als Begattungsorgan dienende Bulbus der Pedipalpen im Verhältnis zur Körpergröße sehr groß, er ist beinahe kugelig geformt. Der Embolus ist im (nicht expandierten Zustand) teilweise verdeckt. Der Konduktor ist sehr groß, distal zugespitzt und besitzt keine Apophysen. Die Epigyne des Weibchens ist stark sklerotisiert, dunkel, ein großer Scapus steht mützenartig gewölbt weit nach außen über zwei flachen Gruben vor.

## Lebensraum und Lebensweise
Die Zwergradnetzspinne ist in Feuchtbiotopen, wie in Schilfröhrichten, Mooren, Erlenbrüchen und anderen Bruchwäldern oder Auwäldern zu finden. Sie bevorzugt beschattete Habitate. Meist lebt sie in der unmittelbaren Uferregion von Gewässern. Sie gilt in Europa fast überall als seltene Art, kann aber in geeigneten Lebensräumen hohe Individuendichten erreichen. In Nordamerika gilt sie als häufig.
Die Spinne baut kleine, horizontal oder vertikal ausgerichtete Radnetze, über sehr stark vernässten Sumpf- oder über offenen Wasserflächen. Anstelle einer Stützspirale sind zwei konzentrische Ringe eingezogen, die radialen Speichen sind oft schon nahe der Nabe verzweigt. Die meisten Individuen bauen Netze, bei denen das Radnetz durch einen in der Mitte der Nabe ansetzenden Signalfaden als Spannfaden vorgespannt ist, die Spinne hält diesen, in einem Schlupfwinkel verborgen, straff gespannt, dadurch wird das Netz zu einem Trichter verformt. Verfängt sich ein Beutetier in der klebrigen Fangspirale, lässt sie los, wodurch sich die Beute noch stärker in den Fangfäden verstrickt. Das Netz wird dabei innerhalb von Sekundenbruchteilen auf 4 m/s beschleunigt, was der 130-fachen Erdbeschleunigung entspricht.
Geschlechtsreife Männchen verlassen ihr Netz und streifen auf der Suche nach Weibchen umher, sie nehmen keine Nahrung mehr auf. Die Paarung erfolgt auf einem Spannfaden, den Männchen in das weibliche Netz abgeben. Weibchen fressen den proteinreichen Faden, was als eine Form des männlichen „Brautgeschenks“ interpretiert wurde. Nach der Paarung stellt das Weibchen bis zu acht goldbraun gefärbte Kokons mit einer pergamentartigen Hülle her. Sie erreichen drei Millimeter Durchmesser und werden an einem mehrere Zentimeter langen Faden aufgehängt. Meist werden sie etwas weiter entfernt zum Gewässer als die Fangnetze platziert. Die Jungtiere schlüpfen noch im Sommer, sie überwintern im subadulten Stadium. In Teilen des Verbreitungsgebiets existieren offensichtlich zwei Generationen, mit einem Maximum der Adulti im März und im August/September. In südlicheren Teilen ihres Verbreitungsgebiets erfolgt die Vermehrung wohl nichtzyklisch das ganze Jahr über.

## Areal
Die Art ist holarktisch verbreitet. Funde gibt es aus nahezu ganz Europa, nach Osten zerstreut über die Türkei bis Zentralasien (Iran). Aus Ostasien liegen ebenfalls Fundangaben vor, hier wird aber über eine mögliche Verwechslung mit der sehr ähnlichen Theridiosoma epeiroides spekuliert. In Nordamerika war sie unter dem Namen Theridiosoma argentatum Archer, 1953 ein zweites Mal beschrieben worden. Sie lebt hier in der Osthälfte des Kontinents, nördlich bis Neufundland, südlich bis Florida. Die westlichsten Fundorte liegen in Minnesota und Iowa. Merkwürdigerweise existiert sowohl in Europa wie in Nordamerika die Ansicht, die Art wäre aus dem jeweils anderen Kontinent eingeschleppt worden.

## Gefährdung
Die Art gilt nach der Roten Liste gefährdeter Tiere in Deutschland als „gefährdet“ (Kategorie 3).